# Eisenchloridsulfat
Eisenchloridsulfat ist eine chemische Verbindung aus der Gruppe der Sulfate. Sie liegt handelsüblich meist in Form einer fast geruchlosen, bräunlichen 10- bis über 40-prozentigen Lösung in Wasser vor.

## Vorkommen
Eisenchloridsulfat kommt natürlich als Hexahydrat in Form des gelbgrünen Minerals Xitieshanit vor.

## Gewinnung und Darstellung
Eisenchloridsulfat kann durch Oxidation von Eisen(II)-sulfat mit Chlor gewonnen werden.
{\displaystyle \mathrm {2\ FeSO_{4}\!\,+\!\,\ Cl_{2}\!\longrightarrow \!2\ FeCl(SO_{4})} }
Es entsteht auch bei der Titandioxid-Gewinnung als Sekundärprodukt.

## Eigenschaften
Eisenchloridsulfat hydrolysiert, wobei Eisenhydroxid und verdünnte Salz- und Schwefelsäure entstehen.
{\displaystyle {\ce {FeSO4Cl + 3 H2O -> Fe(OH)3 + H2SO4 + HCl}}}

## Verwendung
Eisenchloridsulfat wird als Fällungs- und Flockungsmittel (z. B. bei der Abwasserreinigung zur Phosphorelimination) verwendet.